# Draško Božović
Draško Božović (in serbo Драшко Божовић?; Titograd, 30 giugno 1988) è un calciatore montenegrino, centrocampista del Dečić.

## Carriera

### Club
Comincia la sua carriera nel Budućnost Podgorica, squadra in cui fa ritorno dopo un'esperienza al Mogren.
Nel 2012 è passato agli albanesi del KF Tirana.

### Nazionale
Dopo aver militato nelle nazionali giovanili, nel 2010 debutta con la nazionale montenegrina.

## Palmarès

### Club

#### Competizioni nazionali
- Campionato montenegrino: 3

Budućnost: 2007-2008, 2011-2012
Mogren: 2008-2009
- Coppa del Montenegro: 2

Lovćen: 2013-2014
Dečić: 2024-2025